# OPRA
OPRA is een historisch merk van motorfietsen, die ook onder de namen "GRB" en "CNA" bekend werden.
De bedrijfsnaam OPRA stond voor: Officine di Precisione Romane Automobilistiche, Roma.
Dit Italiaanse bedrijf was eigendom van graaf Luigi Bonmartini. Bonmartini had een advies- en researchbedrijf voor de luchtvaartindustrie. In 1924 werd zijn aandacht getrokken door een project van de ingenieurs Carlo Gianini en Piero Remor, die al een jaar eerder een dwarsgeplaatste viercilinder lijnmotor met een bovenliggende nokkenas hadden gemaakt. 

## GRB
Bonmartini wilde het initiatief ondersteunen en richtte het bedrijf GRB (Gianini, Remor, Bonmartini) op. Hier werd echter ook voor luchtvaartondernemingen gewerkt, waardoor het motorfietsproject waarschijnlijk op een laag pitje stond. Het duurde bijna vijf jaar tot de machine op de wielen stond. Toen was ze voorzien van een (te) eenvoudig frame en een luchtgekoelde motor met zeer waarschijnlijk een watergekoelde cilinderkop met dubbele bovenliggende nokkenassen. Van dit prototype is niets overgebleven behalve een onduidelijke foto. Zeker is dat de boring 51mm bedroeg en de slag 60mm, waardoor de cilinderinhoud 490,3cc was. De foto was te onduidelijk om te reproduceren, maar de tekenaar Greg Velichenko maakte aan de hand ervan een tekening van het uiterlijk van de motorfiets zoals het waarschijnlijk geweest was. Daarop verdwenen enkele leidingen vanaf de cilinderkop onder de tank. Een radiateur was niet te zien, maar mogelijk was de voorkant van de tank als radiateur uitgevoerd. De twee bovenliggende nokkenassen werden aangedreven door een tandwieltrein tussen de middelste cilinders. 

## OPRA
Rond 1929 werd Piero Taruffi als testrijder aangetrokken. De machine had toen de naam OPRA gekregen, naar een van de andere bedrijven van graaf Bonmartini. Taruffi had intussen als motorcoureur naam gemaakt met Nortons. Toen de OPRA haar eerste race reed, de Grand Prix van Rome, werd ze bestuurd door een - toen - nog bekendere coureur, Umberto Faraglia. De OPRA ging korte tijd aan de leiding van de race, maar de motor werd opgeblazen. Taruffi, teleurgesteld omdat hij gepasseerd was als coureur, won die race met zijn Norton.

## Rondine
De ontwikkelingen gingen daarna weer enorm traag, en pas in 1934 kwam de motorfiets weer op de baan onder de naam "Rondine". Nu was Taruffi opnieuw ingehuurd, maar hij had nu ook veel meer zeggenschap in het project zelf. Taruffi tekende waarschijnlijk het nieuwe, veel betere plaatframe. Het was voorzien van een Girder voorvork en had nog geen achtervering. Voor en achter waren ook voor die tijd bescheiden simplexremmen gemonteerd. De motor, die alleen door Gianini helemaal herzien was, had nu een boring/slagverhouding van 52 x 58mm (492,7cc). De motor was nu volledig watergekoeld en de cilinderkoppen waren twee aan twee gegoten. De cilinders helden onder een hoek van ongeveer 45° voorover. Boven de versnellingsbak zat een Roots compressor. De machine had slechts één carburateur en magneetontsteking. Van de Rondine werden zes exemplaren gebouwd. Taruffi en Amilcare Rossetti reden de machines in de prestigieuze Grand Prix van Tripoli. Ze werden eerste en tweede na een hard gevecht tegen Omobono Tenni met de Moto Guzzi Bicilindrica 500. Ook in Pescara won Piero Taruffi, maar in Monza werden drie machines ingeschreven waarvan alleen Carlo Fumigiali de finish haalde. Zijn machine was tegen het einde van de wedstrijd behoorlijk kreupel, want hij had de snelste ronde gereden maar viel toch terug naar de vijfde plaats. Taruffi reed nog een record van 244,6 km/h met de machine, die toen al voorzien was van een soort dolfijnstroomlijn, maar daarna werd er nooit meer iets van de Rondine gehoord.

## CNA
Compagnia Nazionale Aeronautica, Littorio Aeroporto, Roma was ook eigendom van graaf Bonmartini. Uiteindelijk kwam het Rondine-project onder de vlag van dit bedrijf terecht en daarom is het soms "CNA Rondine" genoemd. In 1934 verkocht Bonmartini CNA aan de vliegtuigbouwer Caproni in Milaan. Dat bedrijf had geen enkele interesse in de Rondine Piero Taruffi moest vrezen dat zijn project, waar hij al acht jaar bij betrokken was, verloren zou gaan. Daarom benaderde hij Giuseppe Gilera. Die was juist overtuigd van het reclame-aspect van wegraces om zijn Gilera-motorfietsen te verkopen. Hij hapte dan ook meteen toe, kocht de zes machines, tekeningen, rechten, reserveonderdelen en huurde Taruffi als coureur, teamleider en hoofdingenieur in. Gilera zag echter ook de zwakke punten van de machine en zou deze vóór ze in races werd ingezet nog verder laten ontwikkelen.